# Ole Hallesby

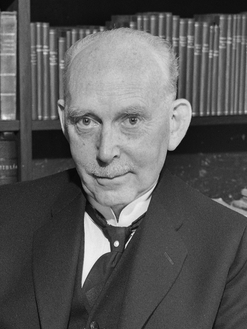
Ole Hallesby

Ole Kristian Hallesby (* 5. August 1879 in Aremark; † 22. November 1961 in Oslo) war ein norwegischer Erweckungsprediger und Professor für Systematische Theologie an der Menighetsfakultetet (Gemeindefakultät) in Oslo, der weit über die Grenzen Norwegens bekannt wurde. Er stammte aus einer Bauernfamilie.
Als Student noch selbst von der liberalen Theologie geprägt, wurde Hallesby als theologischer Lehrer einer der einflussreichsten Gegner der liberalen Theologie in Norwegen und setzte sich für die Bibel und das Festhalten am christlichen Bekenntnis ein. Er wirkte in der norwegischen Erweckungsbewegung mit, unter anderem als Vorsitzender der norske lutherske Indremisjonsselskap, und leistete Pionierarbeit für ein christliches Schulprogramm. Zu Beginn der deutschen Besatzung Norwegens rief er gemeinsam mit Bischof Eivind Berggrav zum passiven Widerstand gegen die Besatzer auf. Wegen seines Engagements war er von 1943 bis 1945 im Konzentrationslager Grini inhaftiert.
Viele seiner insgesamt 64 Bücher wurden ins Deutsche übersetzt und bis heute immer wieder neu aufgelegt. Sein Bestseller Vom Beten wurde mit weit über 100.000 Exemplaren hier verbreitet; weltweit erschien er in 34 Sprachen.

## Deutsche Übersetzungen (Auswahl)
- Tägliche Erneuerung: 365 Andachten. 1. Auflage. Lichtzeichen Verlag, Lage 2015, ISBN 978-3-86954-228-7.
- Vom Beten. 20. Taschenbuchauflage. R. Brockhaus, Wuppertal 1984, ISBN 3-417-20013-X.
- Wie ich Christ wurde. R. Brockhaus, Wuppertal 1952.
- Religiosität oder Christentum. R. Brockhaus, Wuppertal 1957. (spätere Auflagen unter dem Titel: Warum ich nicht religiös bin)
- Himmel, Tod und Hölle. 1958.
- Vom Gewissen. 1977, ISBN 3-417-00622-8.
- Unsere Kraft wächst aus der Stille – Lektionen eines Lebens mit Jesus. 1981, ISBN 3-417-12244-9.